# Stathmopoda clarkei
Stathmopoda clarkei is een vlinder uit de familie Stathmopodidae. De wetenschappelijke naam van de soort is voor het eerst geldig gepubliceerd in 1951 door Viette.